# Diego de Góngora
Diego de Góngora   (Pamplona, 1570 - Buenos Aires, 21 de maig de 1623) va ser el primer governador de Buenos Aires entre 1618 i 1623. Pertanyia a l'Orde de Sant Jaume i durant més de set anys havia guerrejat en la campanya de Flandes, de la qual va tornar amb una recomanació del Duc de Lerma.
Amb aquests antecedents, quan Felip III d'Espanya va decidir dividir el territori de la Governació del Riu de la Plata, creant una seu administrativa a Asunción i un'altra a Buenos Aires, va nomenar Diego de Góngora com a primer governador de la província de Buenos Aires.

## Biografia

### Governació
Va salpar d'Espanya el 1618 amb tres naus que transportaven contraban, incloent esclaus, i per una enorme suma (300.000 ducats). La càrrega era aliena, l'operaria ingressant-la a Buenos Aires. Quan la flota va arribar a la badia de Todos los Santos li van arribar notícies que l'operació havia estat descoberta. Góngora va argumentar primer que el carregament era d'ús personal però dau l'inversemblant de l'excusa va optar per desembarcar-lo en la badia, deixant que es fes càrrec la xarxa de contraban de transportar-lo per terra.
Ni bé va arribar, va manar a capturar a Hernandarias, l'anterior Governador del Riu de la Plata. No només ho va capturar sinó que va vendre els seus béns i propietats, això en concurs amb la xarxa de contraban establerta en la ciutat, a la qual aquell havia perseguit. De fet, excloent a Hernandarias gairebé tots els governadors (i funcionaris i fins i tot l'església) van estar compromesos en major o menor grau amb el contraban i Góngora no va ser una excepció.
Els principals contrabandistes (se'ls denominava Confederats) eren el sevillà Juan de Vergara, notari del Sant Ofici, i el portuguès Diego de Vega. Van ser perseguits per Hernandarias però amb Góngora es van convertir en els veritables amos de la ciutat. Les força del contraban a Buenos Aires tenia connotacions no només òbviament delictives sinó raons econòmiques profundes, originades en les restriccions al comerç per part de la monarquia que afavorien els interessos de la península i en segon lloc de Lima, en perjudici de l'Alt Perú i Buenos Aires.
Góngora no es va limitar a donar suport amb entusiasme el contraban: en èpoques que l'activitat corsària comprometia els dominis espanyols, va insistir a les autoritats que precisava amb urgència recursos d'armes, municions i fons extraordinaris atès que comptava amb informació que cap a preveure imminents atacs de corsaris holandesos. La informació era falsa i va anar simplement un negociat més.

### Últims anys
Davant el creixent escàndol, la corona va enviar a investigar a Matías Delgado Flores, qui al cap de poc va qualificar al governador de "senyor i amo absolut d'aquesta terra". També va afirmar "els contrabandistes estan a tot arreu, he de matar a tots els d'aquesta ciutat" el que va donar un magnífic peu que Góngora instruís a Vergara perquè com a notari del Sant Ofici ho encausés i condemnés. Finalment l'Audiència de Tolles va designar al seu enviat, Alonso Pérez de Salazar, perquè intervingués. Góngora va evadir l'arrest refugiant-se a casa dels jesuïtes, on va morir dos anys després. Com detall, Góngora havia encomanat als jesuïtes juntament amb els franciscans l'activitat missionera dins de la Banda Oriental (actual Uruguai).
En el judici de residència, Góngora va ser trobat culpable de permetre la introducció de més de 5.000 negres esclaus i la sortida il·legal d'exportacions de cuirs. Ja mort, el Consell Real d'Índies va condemnar a la família de Góngora a pagar 23.050 ducats, gravant la seva herència.
Juan de Vergara va seguir la trajectòria.

## Herba mate
En els començaments la difusió del costum de beure mate va preocupar a les autoritats eclesiàstiques i civils, arribant a estar prohibida. Això incloïa periòdiques cremes públiques, flagells, etcètera. Góngora va escriure puntualment referent a això: 
| « | Hi ha en aquesta governació, generalment en homes i dones, un vici abominable i brut (...) amb gran dany de l'espiritual i temporal, perquè lleva totalment la freqüència del santíssim sagrament i fa als homes vagues, que és la total ruïna de la terra, i com és tan general temo que no es podrà llevar si Déu no ho fa. | » |

 Efectivament no es va llevar i el seu ús va ser general entre indis i criolls i va ser important per a l'economia litoral i del Paraguai.

## Moriscs
Entre les purgues racials i religioses a Espanya, va estar en aquestes èpoques la dels moriscs o maturrangos, descendents de moros en major o menor grau de l'adhesió del qual a la religió es desconfiava. Durant el regnat de Felip III es va expulsar a centenars de milers de moriscs, molts dels quals es van refugiar en aquestes terres. Ja el governador Hernandarias ho va notar i va informar a la Corona. Aquesta població feia en general vida nòmada, caçaven les vaques que recorrien lliurement la pampa i en general va prendre dones índies. Molts autors consideren que el gautxo va tenir el seu origen en ells.